# أولاد جرار (افرطيسة)
أولاد جرار هي إحدى مشيخات المملكة المغربية، تتبع جغرافيا لإقليم بولمان وإداريًا لافرطيسة. يقدر عدد سكانها بـ 5875 نسمة حسب الإحصاء الرسمي للسكان والسكنى لسنة 2004.